# Dudnîkove, Novomîkolaiivka
Dudnîkove (în ucraineană Дудникове) este un sat în comuna Novoivankivka din raionul Novomîkolaiivka, regiunea Zaporijjea, Ucraina.

## Demografie
Componența lingvistică a localității Dudnîkove
     Ucraineană (93,36%)
     Rusă (6,64%)
Conform recensământului din 2001, majoritatea populației localității Dudnîkove era vorbitoare de ucraineană (93,36%), existând în minoritate și vorbitori de rusă (6,64%).